# ジークフリート (メルゼブルク伯)
メルゼブルク伯ジークフリート（Siegfried von Merseburg, ? - 937年7月10日）は、メルゼブルク伯（在位：934年 - 937年）。

## 生涯
ジークフリートは北チューリングガウ伯ティートマールの子である。936年にザクセン公領の代理統治者とされた。皇帝オットー1世は自身の戴冠式の間、弟ハインリヒ1世をジークフリートの保護監督下に置いた。コルヴァイのヴィドゥキントによると、この時ジークフリートは「国王に次ぐ者」であったという。
ジークフリートが死去した後、その領地はオットー1世の異母兄タンクマールと、オットー1世に任命されたジークフリートの弟ゲロとの間で争われ、ゲロが継承した。
ジークフリートは最初に東フランク王ハインリヒ1世の姉妹または娘のイルミンブルクと結婚していたとみられる。二度目にユッタと結婚した。